# Wermund
Wermund o Garmund (fl. V secolo) fu l'antenato della dinastia merciana, figlio di Wihtlaeg e padre di Offa degli Angli.
Secondo la mitologia norrena, era un nipote di Odino, ma la Storia danese scritta da Saxo Grammaticus non concorda con ciò. 

## Biografia
Avrebbe regnato nell'Anglia e le sue vicende sono narrate da alcuni storici danesi, soprattutto da Saxo Grammaticus. Secondo queste fonti, il suo regno fu lungo e felice, nonostante i raid di un re chiamato Athislus, che uccise in battaglia Frowinus, governatore dello Schleswig. La sua morte fu vendicata dai figli Ket e Wig. Ma l'aver combattuto in due contro un solo uomo fu visto come una sorta di disonore nazionale, cancellato soltanto dal successivo combattimento condotto dal solo Offa.
Si è pensato che questo Athislus, definito re degli svedesi da Saxo, andrebbe in realtà con Eadgils, signore di Myrgingas, menzionato in Widsith. Dato che Eadgils visse al tempo di Ermanaric (o Eormenric), che morì attorno al 370, la sua cronologia combacia bene con quella di Wermund, che sarebbe vissuto nove generazioni prima di Penda. Frowinus e Wigo vengono identificati con Freawine e Wig, che figurano tra gli antenati dei re del Wessex.